# Lonchophylla orienticollina
Lonchophylla orienticollina (Dávalos & Corthals, 2008) è un pipistrello della famiglia dei Fillostomidi diffuso nell'America meridionale.

## Descrizione

### Dimensioni
Pipistrello di piccole dimensioni, con la lunghezza totale tra 55 e 81 mm, la lunghezza dell'avambraccio tra 40 e 47 mm, la lunghezza della coda tra 6,5 e 11,3 mm, la lunghezza del piede tra 10 e 35 mm, la lunghezza delle orecchie tra 11 e 18 mm e un peso fino a 16 g.

### Aspetto
La pelliccia è corta. Le parti dorsali variano dall'arancione al marrone con la base dei peli bianco crema, mentre le parti ventrali variano dal bruno-grigiastro al fulvo-olivastro chiaro. Il muso è lungo, con il labbro inferiore attraversato da un profondo solco longitudinale contornato da due cuscinetti carnosi e che si estende ben oltre quello superiore. La foglia nasale è lanceolata, ben sviluppata e con la porzione anteriore saldata al labbro superiore. Le orecchie sono corte, triangolari con l'estremità arrotondata e ben separate tra loro. Le ali sono attaccate posteriormente sulle caviglie. I piedi sono allungati. La coda è corta e fuoriesce con l'estremità dalla superficie dorsale delluropatagio. Il calcar è più corto del piede.

## Biologia

### Alimentazione
Si nutre di nettare e polline.

## Distribuzione e habitat
Questa specie è diffusa lungo i versanti della cordigliera orientale nella Colombia centrale, nel Venezuela nord-occidentale e nell'Ecuador centro-orientale.
Vive nelle foreste primarie e secondarie tra 600 e 1.070 metri di altitudine.

## Conservazione
Questa specie, essendo stata scoperta solo recentemente, non è stata sottoposta ancora a nessun criterio di conservazione.